# Kola Oyewo
Kola Oyewo (nacido el 27 de marzo de 1946) es un actor, dramaturgo y erudito nigeriano.

## Biografía
Oyewo nació el 27 de marzo de 1946 en Oba Ile, una ciudad en el estado de Osun, al suroeste de Nigeria.

## Educación
Asistió a la Universidad Obafemi Awolowo, donde obtuvo un certificado en artes dramáticas y un certificado en literatura oral yoruba antes de recibirse en la licenciatura en artes teatrales de la misma universidad en 1995. También asistió a la Universidad de Ibadán, donde recibió una Maestría en Artes y un doctorado  en teatro.

## Carrera
Comenzó a actuar profesionalmente en 1964 después de unirse al "grupo de teatro Oyin Adejobi" y el primer papel que interpretó fue Adejare en Orogun Adedigba, la autobiografía de Oyin Adejobi. Después de pasar nueve años con Oyin Adejobi, se unió al teatro de la Universidad de Ife, donde trabajó con el fallecido dramaturgo y erudito veterano, Ola Rotimi. Oyewo era conocido por su actuación como "Odewale" en The Gods Are Not To Blame, un drama de Ola Rotimi.
En 1996, se incorporó a los servicios de la Universidad Obafemi Awolowo, donde ascendió al rango de profesor titular antes de jubilarse en septiembre de 2011. Después de su retiro de Obafemi Awolowo, se unió a los servicios de la Universidad del Redentor, como jefe del departamento de arte dramático. Actualmente trabaja en Elizade University Ilara-Mokin, Estado de Ondo como profesor de artes escénicas.

## Filmografía
- Sango (1997)
- Super Story (episodio 1)
- Los dioses no tienen la culpa
- Saworoide (1999)
- Koseegbe (1995)